# Arnaud Verstraete
Pour les articles homonymes, voir Verstraete.
Arnaud Verstraete, né le 12 novembre 1979 à Deinze est un homme politique belge flamand, membre de Groen.
Il est licencié en psychologie (UGent, 2002); Public Management Program (KUL, 2007)

## Carrière politique
- 2014- : député bruxellois

## Décoration
- Chevalier de l'ordre de Léopold (2024)[1].